# 喬馬
48°8′8″N 22°37′59″E / 48.13556°N 22.63306°E
喬馬（烏克蘭語：Чома），是烏克蘭西部的村莊，隸屬外喀爾巴阡州的貝雷霍韋區。該村始建於1410年，面積1.61平方公里，海拔高度111米，2001年人口916，人口密度每平方公里568.94人。